# Nagy Lajos (jogász, 1911–1986)
Nagy Lajos (Marosvásárhely, 1911. augusztus 7. – Budapest, 1986. április 2.) erdélyi magyar jogtudós, bibliográfus.

## Életútja
Szülővárosa Református Kollégiumában érettségizett, majd az I. Ferdinánd Egyetemen jogi doktorátust szerzett (1932). Ügyvéd, majd miután Budapesten egységes bírói-ügyvédi vizsgát tett, ügyész Marosvásárhelyen, később törvényszéki bíró, az ETI tudományos munkatársa. 1944-ben behívták katonának, hadifogságba esett. Hazatérve Budapesten telepedett le s a Kelet-Európai Tudományos Intézet, illetve jogutódja, az Állam- és Jogtudományi Intézet munkatársa lett.
Kolozsvári joghallgató korában bekapcsolódott a magyar főiskolás ifjúság nemzedéki munkájába, részt vett az Erdélyi Fiatalok kisebbségjogi szemináriumában, s neve felbukkant az Erdélyi Fiatalok hasábjain. 1937-ben szerepet vállalt a demokratikus összefogást szorgalmazó vásárhelyi találkozó megszervezésében. Kutatói pályáját az Erdélyi Tudományos Intézetben kezdte, itt jelent meg A kisebbségek alkotmányjogi helyzete Nagyromániában (1944) c. műve, melyben elsődleges forrásokra hivatkozva áttekintette a két világháború közti román kisebbségi jogot. (Újbóli kiadása: Székelyudvarhely, 1994.)
1948 után tudományos tevékenysége a büntetőjogi eljárás kérdéseire irányult. A Magyar Tudományos Akadémia Állam- és Jogtudományi Intézetének munkatársaként ő irányította a Magyar jogi bibliográfia (1825–1945) gyűjtőmunkálatait, az ő szerkesztésében jelent meg a Bibliography of Hungarian Legal Literature (Budapest, 1966), az ő közreműködésével készült el az Állam- és jogtudományi bibliográfia (1956–86, Balázs Sándorné Veredy Katalinnal), valamint a Magyar állam- és jogelméleti bibliográfia (1950–80, Pap Ignáccal, Szeged, 1980).

## Büntetőjogi munkái
- Ténymegállapítások felülbírálata a büntetőperben (Budapest, 1957)[4]
- Fellebbezés a büntetőperben (Budapest, 1966);
- Ítélet a büntetőperben : a büntetőbírói döntési tevékenység problémái. (Budapest : MTA, 1973. 582 p.)